# Rampan
Rampan é uma comuna francesa na região administrativa da Normandia, no departamento Mancha. Estende-se por uma área de 4,1 quilômetros quadrados. Em 2010 a comuna tinha 209 habitantes (densidade: 51 hab./km²).